# Миллер, Самуил
Самуи́л Ми́ллер (англ. Samuel Miller; 1769[…], Довер — 7 января 1850, Принстон, Нью-Джерси) — американский богослов, профессор принстонской семинарии, член Антикварного общества США и Американского философского общества.

## Биография
Родился 31 октября 1769 года в Довере в семье Джона Миллера (1722—1791). Обучался в Пенсильванском университете и закончил его в 1789 году. В 1791 году, получил лицензию на проповедь и стал доктором богословия. С 1813 по 1849 год, занимал пост профессора церковной истории в Принстонской духовной семинарии. Наиболее известен по своими работами в области теологии и биографиях духовных деятелей. Опубликовал произведения своего старшего брата работавшего врачом в Нью-Йорке. Миллер скончался 7 января 1850 года в Принстоне; у него остались жена Сара и дети. После его смерти, один из сыновей опубликовал двухтомную биографию об отце — «Life of Samuel Miller D.D».

## Произведения
- «A brief retrospect of the eighteenth century» (Нью-Йорк, 1803);
- «Letters on the constitution and order of the Christian ministry» (1807);
- «Letters on Unitarianism» (1821), «Letters on clerical manners and habits» (1828);
- «Letters on Presbyterians» (1838);
- «Discourse on infant baptism»;
- «Presbyterian the truly primitive and apostolical constitution of the church of Christ»;